# Abagrotis bimarginalis
Abagrotis bimarginalis là một loài bướm đêm trong họ Noctuidae. Loài này được tìm thấy ở Trung Mỹ và Bắc Mỹ.
Số MONA hay Hodges của Abagrotis bimarginalis là 11017.